# Paukszty
Paukszty (lit. Paukštės) – wieś na Litwie, w okręgu uciańskim, w rejonie ignalińskim, w gminie Nowe Daugieliszki.

## Historia
W czasach zaborów wieś w gminie Daugieliszki, w powiecie święciańskim, w guberni wileńskiej Imperium Rosyjskiego. W 1905 roku liczyła 35 mieszkańców, 57 dziesięcin.
W dwudziestoleciu międzywojennym wieś leżała w Polsce, w województwie wileńskim, w powiecie święciańskim, w gminie Daugieliszki.
W 1931 w 6 domach zamieszkiwały 33 osoby.
Miejscowość należała do parafii rzymskokatolickiej w Daugieliszkach. Podlegała pod Sąd Grodzki w Święcianach i Okręgowy w Wilnie; właściwy urząd pocztowy mieścił się w Daugieliszkach.